# Placitas (okrug Doña Ana, Novi Meksiko)
Placitas je popisom određeno mjesto u okrugu Doña Ani u američkoj saveznoj državi Novom Meksiku. Prema popisu stanovništva SAD 2010. ovdje je živjelo 576 stanovnika. 

## Zemljopis
Nalazi se na 32°39′56″N 107°10′11″W / 32.665643°N 107.169667°W. Prema Uredu SAD-a za popis stanovništva, zauzima 0,37 km2 površine, sve suhozemne.

## Stanovništvo
Prema podatcima popisa 2010. ovdje je bilo 576 stanovnika, 185 kućanstava od čega 140 obiteljskih, a stanovništvo po rasi bili su 63,5% bijelci, 0,9% "crnci ili afroamerikanci", 1,9% "američki Indijanci i aljaskanski domorodci", 0,7% Azijci, 0,7% "domorodački Havajci i ostali tihooceanski otočani", 30,4% ostalih rasa, 1,9% dviju ili više rasa. Hispanoamerikanaca i Latinoamerikanaca svih rasa bilo je 93,2%.